# Sally Yatesová
Sally Yatesová (Yates, * 20. srpna 1960 Atlanta) je americká právnička, bývalá zástupkyně ministrů spravedlnosti ve vládě prezidenta Baracka Obamy a poté krátce úřadující ministryně spravedlnosti ve vládě Donalda Trumpa.
Po inauguraci prezidenta Donalda Trumpa a odchodu ministryně spravedlnosti Loretty Lynchové 20. ledna 2017 se Sally Yatesová stala na 10 dní úřadující ministryní spravedlnosti. Prezident Trump ji 30. ledna 2017 propustil z funkce pro neuposlechnutí pokynů poté, co dala příkaz ministerstvu spravedlnosti, aby u soudu nehájilo prezidentův Exekutivní příkaz 13769, který dočasně zamítl přijímání uprchlíků a zakázal cestování mezi Spojenými státy a některými zeměmi s většinovou muslimskou populací (k nimž později přidal i jinak nesouvisející Severní Koreu), na základě argumentu, že teroristé využívají americký program přijímání uprchlíků k tomu, aby se dostali do země. Tento zákaz byl politicky označen za zákaz migrace muslimů. Místo aby tento příkaz obhajovala, Yatesová prohlásila, že příkaz není obhajitelný před soudem a je v rozporu s Ústavou Spojených států. I když určité části Exekutivního příkazu byly nejprve soudem blokovány, Nejvyšší soud USA nakonec upravenou verzi schválil.
Po svém propuštění se Yatesová vrátila k soukromé advokátní praxi.
Na celonárodním shromáždění Demokratické strany v roce 2020 byla Yatesová jednou z těch, kdo přednesli projev. 5. září 2020 bylo oznámeno, že se stala členkou týmu prezidentského kandidáta Joe Bidena. V listopadu 2020 byla Yatesová označena jako kandidátka na pozici ministryně spravedlnosti v potenciální Bidenově vládě.